# Laminatie

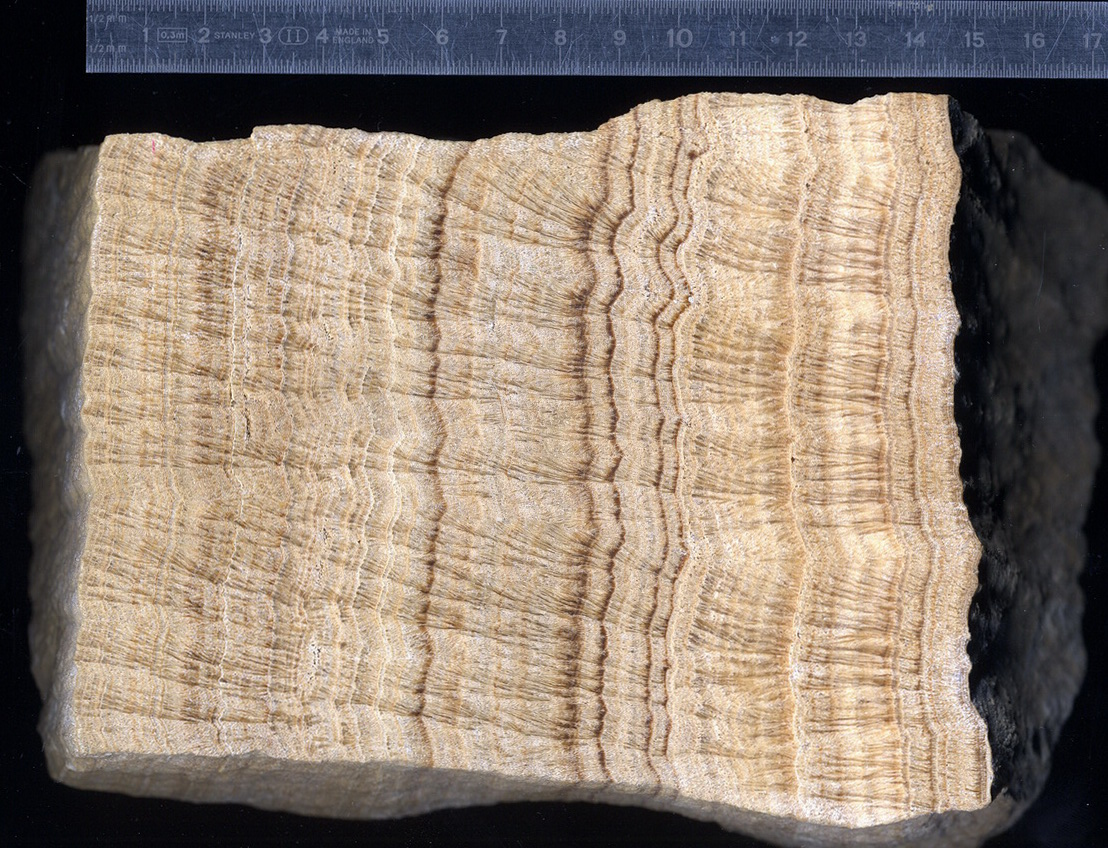
Laminaties in een stuk travertijn. In dit geval zijn de laagjes het gevolg van seizoensgebonden schommelingen in sedimentaanvoer. Deze steen kwam uit het Romeins aquaduct van Mons/Montauroux - Fréjus en is waarschijnlijk afkomstig uit de karstregio in die omgeving. Foto: Michel Royon.

Laminatie is in de geologie een kleinschalige opeenvolging van dunne laagjes (laminae) in sedimentair gesteente. Laminatie is normaal gesproken kleinschaliger en minder uitgesproken dan gelaagdheid. Vaak wordt de definitie aangehouden dat laminatie alle gelaagdheid kleiner dan 1 cm laminatie is, hoewel laagjes van enkele millimeters tot vele centimeters dik als laminae beschreven zijn. Een sedimentair gesteente kan zowel echte gelaagdheid als laminatie bevatten.

## Beschrijving
Laminatie bestaat uit kleine verschillen in het soort sediment, die veroorzaakt worden door vaak cyclische veranderingen in de sedimentaanvoer. Deze verschillen kunnen in korrelgrootte, hoeveelheid klei, microfossielen, organisch materiaal of mineralen zijn en komen tot uiting als vaak duidelijk zichtbare kleurverschillen. Verwering kan de kleurverschillen nog versterken.
Laminatie kan zowel parallel voorkomen (parallelle laminae) als in verschillende sets die een hoek met elkaar maken (cross-laminae). Het komt voor in zowel grofkorrelig gesteente als zandsteen als in fijne schalies of kristallijne gesteenten als evaporieten.

## Ontstaan
Omdat laminatie een zeer fijne structuur is kan het makkelijk door bioturbatie, de activiteit van gravende organismes, vernietigd worden. Daarom blijft laminatie vaker bewaard onder anoxische omstandigheden, of in het geval van snelle sedimentatie en begraving van het sediment.
Laminatie van fijnkorrelig sediment ontstaat doordat fijne deeltjes bezinken en vormt zich alleen in omstandigheden van rustig water. Voorbeelden van afzettingsmilieus met zulke omstandigheden zijn de bodems van diepe zeeën of meren, maar ook bijvoorbeeld wadden waar als gevolg van eb en vloed verschillen in sedimentaanvoer bestaan.
Een speciaal geval zijn laminaties gevormd in glaciolacustriene omstandigheden (gletsjermeren). Deze worden warven genoemd. Varven ontstaan tijdens het Kwartair worden gebruikt in de stratigrafie en paleoklimatologie bij nauwkeurige reconstructies van de ontwikkeling van het klimaat gedurende de laatste paar honderdduizend jaar.
Laminatie in zandsteen wordt meestal gevormd in een strand, waar de werking van de golven voor een fijne sortering van korrels zorgt.